# هاروتیون رومانیان
هاروتیون تومانیان (ارمنی: Հարություն Թումանյան؛  زادهٔ ۱۸۶۹ - درگذشته ۱۹۴۳)، نویسنده و آموزگار اهل ارمنستان بود.

## زندگی‌نامه
وی در ۱۸۶۹ در آگولیس پایین به دنیا آمد .  وی در ۱۹۴۳ در سن ۷۴ سالگی درگذشت.